# Charlotte Campbell
Lady Charlotte Susan Maria Bury nata Campbell (28 gennaio 1775 – Chelsea, 1º aprile 1861) è stata una romanziera inglese.

## Biografia

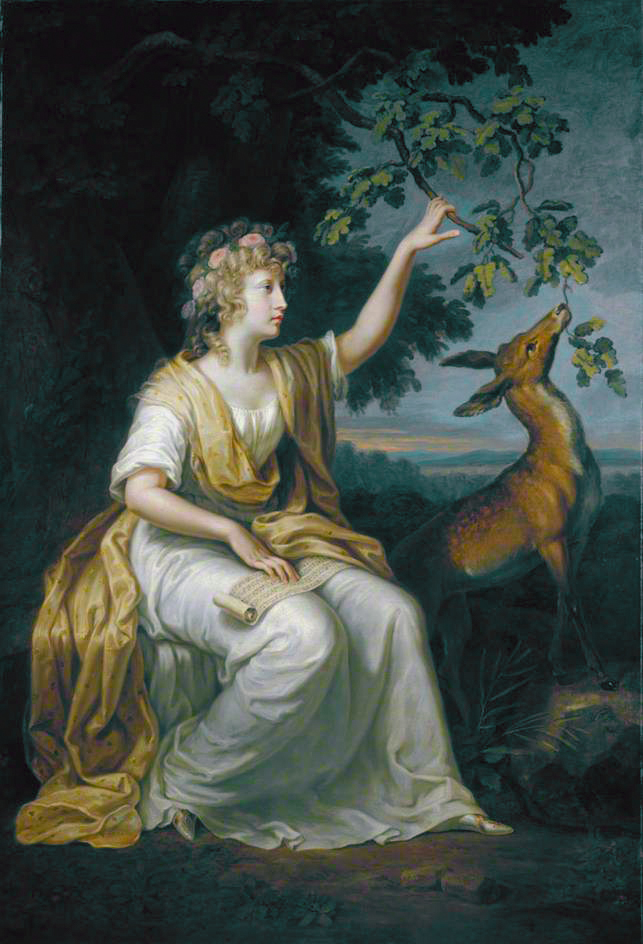
Ritratto di Lady Charlotte Campbell, di Johann Heinrich Wilhelm Tischbein, National Gallery of Scotland, 1789

Era la figlia del feldmaresciallo John Campbell, V duca di Argyll e Elizabeth Gunning, seconda figlia di John Gunning conte di Roscommon, vedova di James Hamilton, VI duca di Hamilton.
Nacque a Argyll House, in Oxford Street, Londra. Quando era giovane, era conosciuta per la sua bellezza e per le sue maniere, che la resero una delle persone più popolari della società.
Era appassionata di letteratura e a 22 anni pubblicò un volume di poesie a cui non pose il suo nome.

### Matrimonio
Il 14 giugno 1796 sposò il colonnello John Campbell (figlio di Walter Campbell e della sua prima moglie Eleonora Kerr), che, al momento del suo decesso a Edimburgo il 15 marzo 1809, era stato membro del Parlamento per i Burghs Ayr.
La coppia ebbe nove figli.
Il 17 marzo 1818 sposò, in seconde nozze, il reverendo Edward John Bury, che aveva due figlie. Egli morì a Ardenample Castle, nello Dumbartonshire, nel maggio 1832, a 42 anni.
Nel 1809 era stata nominata dama di compagnia della principessa di Galles, poi la regina Carolina, durante il quale tenne un diario, in cui ha scritto delle debolezze e le mancanze della principessa infelice e degli altri membri della corte.
Dopo il suo matrimonio con Bury, alcuni dei suoi romanzi divennero molto popolari, anche se ormai quasi dimenticati.

### Morte
Lady Charlotte morì a Sloane Street, Chelsea, nel 1861.

## Opere
Si ritiene che quanto segue sia un elenco completo degli scritti di Lady Charlotte;  molti di loro sono apparsi in origine senza il suo nome, ma anche in quel momento non sembra esserci stato alcun segreto sull'identità della scrittrice:
- Poems on several Occasions, by a Lady 1797
- Self-indulgence : a tale of the nineteenth century. 1812. 2 volumes.
- Conduct is fate. 1822. 3 volumes.
- Alla Giornata, or To the Day anonimo, 1826. 3 volumes.
- Flirtation anonimo, 1828, (ha avuto tre edizioni). 3 volumes.
- A Marriage in High Life [By the Hon. Caroline Lucy Lady Scott.] edited by the author of Flirtation, 1828. 2 volumes.
- The Exclusives. 1830. 3 volumes.
- Separation by the author of Flirtation, 1830. 3 volumes.
- Journal of the Heart edited by the author of Flirtation, 1830
- The three great sanctuaries of Tuscany, Valombrosa, Camaldoli, Laverna: : a poem, with historical and legendary notices, by the Right Honourable Lady Charlotte Bury. 1833
- The Disinherited and the Ensnared anonimo, 1834
- Journal of the Heart second series, edited by the author of Flirtation, 1835
- The Devoted by the author of The Disinherited, 1836
- Love anonimo, 1837; second edition 1860
- Memoirs of a Peeress, or the days of Fox by Mrs. C. F. Gore, edited by Lady C. Bury, 1837
- Ellen Glanville by a Lady of Rank, 1838, 2 vols. Attribuito to Bury by the New York Public library, but the basis for the attribution is unclear.
- Diary illustrative of the Times of George the Fourth anonimo, 1838, 2 vols
- The Divorced by Lady C. S. M. Bury, 1837; altra edizione 1858
- " The History Of A Flirt. Related By Herself anonimo 1840 (London) 3 vols.; 1841 (Phila.) 2 vols.
- Family Records, or the Two Sisters by Lady Charlotte Bury, Philadelphia: Lea & Blanchard, 1841, 2vols.
- The Manoeuvring Mother. By the author of "the History of a Flirt". 1842. London. 3 volumes.
- The Wilfulness of Woman. By the authoress of "The History of a Flirt". 1844. London : Henry Colburn. 3 volumes.
- The Roses. : By the author of "The history of a flirt." 1853. London : Hurst and Blackett, 3 volumes
- The lady of fashion / by the author of "The history of a flirt". 1856. London : Hurst and Blackett, 3 volumes
- The Two Baronets a novel of fashionable life, by the late Lady C. S. M. Bury, 1864.

Si dice anche che sia stata la scrittrice di due volumi di preghiere, Suspirium Sanctorum, che erano dedicati a Samuel Goodenough, vescovo di Carlisle.